# Locana
Locana (en français Locane) est une commune de la ville métropolitaine de Turin, dans le Piémont, en Italie.

## Administration
| Période                                  | Période  | Identité               | Étiquette    | Qualité |
| ---------------------------------------- | -------- | ---------------------- | ------------ | ------- |
| 14 juin 2004                             | En cours | Giovanni Bruno Mattiet | Lista Civica |         |
| Les données manquantes sont à compléter. |          |                        |              |         |

### Hameaux
Rosone, Boschietto, Bosco, Fornolosa, Gavie, Gurgo, Montigli, Nusiglie, Praie, Serlone, San Lorenzo, San Giacomo.

### Communes limitrophes
Cogne, Ronco Canavese, Noasca, Ribordone, Sparone, Chialamberto, Cantoira, Corio, Monastero di Lanzo, Coassolo Torinese.

### Évolution démographique
Habitants recensés